# 库姆赫尔
库姆赫尔（Kumher），是印度拉贾斯坦邦Bharatpur县的一个城镇。总人口20294（2001年）。

## 人口
该地2001年总人口20294人，其中男性10890人，女性9404人；0—6岁人口3794人，其中男2056人，女1738人；识字率53.56%，其中男性为65.16%，女性为40.12%。